# عمر نعيم
عمر نعيم (بالعربية: عمر نعيم) هو مخرج أردني وأمريكي، ولد في 27 سبتمبر 1977 في عمان في الأردن.

## وصلات خارجية
- عمر نعيم على موقع IMDb (الإنجليزية)
- عمر نعيم على موقع ألو سيني (الفرنسية)
- عمر نعيم على موقع أول موفي (الإنجليزية)
- عمر نعيم على موقع قاعدة بيانات الفيلم (الإنجليزية)
- عمر نعيم على موقع كينوبويسك (الروسية)